# 圣弗朗索瓦县
圣弗朗索瓦县（法語：canton de Saint-François）是法国瓜德罗普的一个县（省级选区），中央投票站位于圣弗朗索瓦。该县涵盖2个市镇，外加市镇圣安娜的一部分。